# Charlotte Mason (Philanthropin)
Charlotte Osgood  Mason (* 18. Mai 1854 in Princeton (New Jersey); † 15. April 1946  in New York City) war eine US-amerikanische Philanthropin und Mäzenatin von Schriftstellern der Harlem Renaissance.

## Leben
Charlotte Louise Quick war die Tochter von Peter Quick und Phoebe Van der Veer, die bereits 1864 starb. Charlotte heiratete mit 32 Jahren den 24 Jahre älteren Arzt Rufus Osgood Mason, der eine Tochter aus erster Ehe mitbrachte, an Hypnose interessiert war und der als ein Vorläufer der Parapsychologie gilt. Nach siebzehn Jahren Ehe starb Rufus 1903. Charlotte hatte an seiner Ideenwelt teilgenommen und veröffentlichte dazu 1907 ihre einzige bekannte Schrift, den Zeitschriftenbeitrag „The Passing of a Prophet. A True Narrative of Death and Life“ im North American Review. Mason war nun eine wohlhabende Witwe, die mit ihren finanziellen Mitteln eine Reihe von Künstlern und Institutionen förderte und dabei ihren eigenen philosophischen und sozialen Ideen nachging.
Als Mäzenin unterstützte sie die ethnographische Arbeit von Natalie Curtis, die die Musik der nordamerikanischen indianischen Bevölkerung aufzeichnete und diese musikethnologische Arbeit 1907 veröffentlichte. Mit Curtis weitete sie ihr Interesse auf die afroamerikanische Musik aus, und Alain LeRoy Locke (1885–1954), Hochschullehrer an der Howard University, vermittelte ihr die Künstler der Harlem Renaissance.

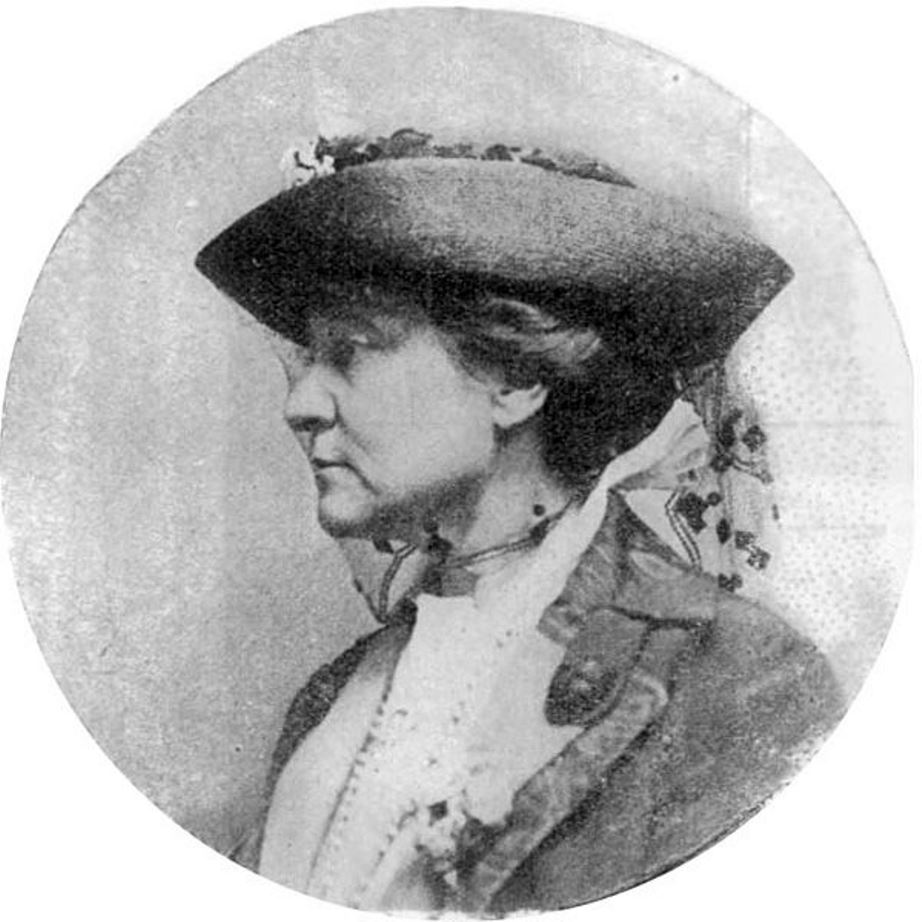
Natalie Curtis

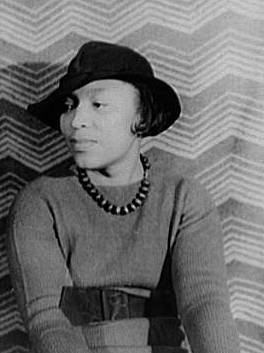
Zora Neale Hurston

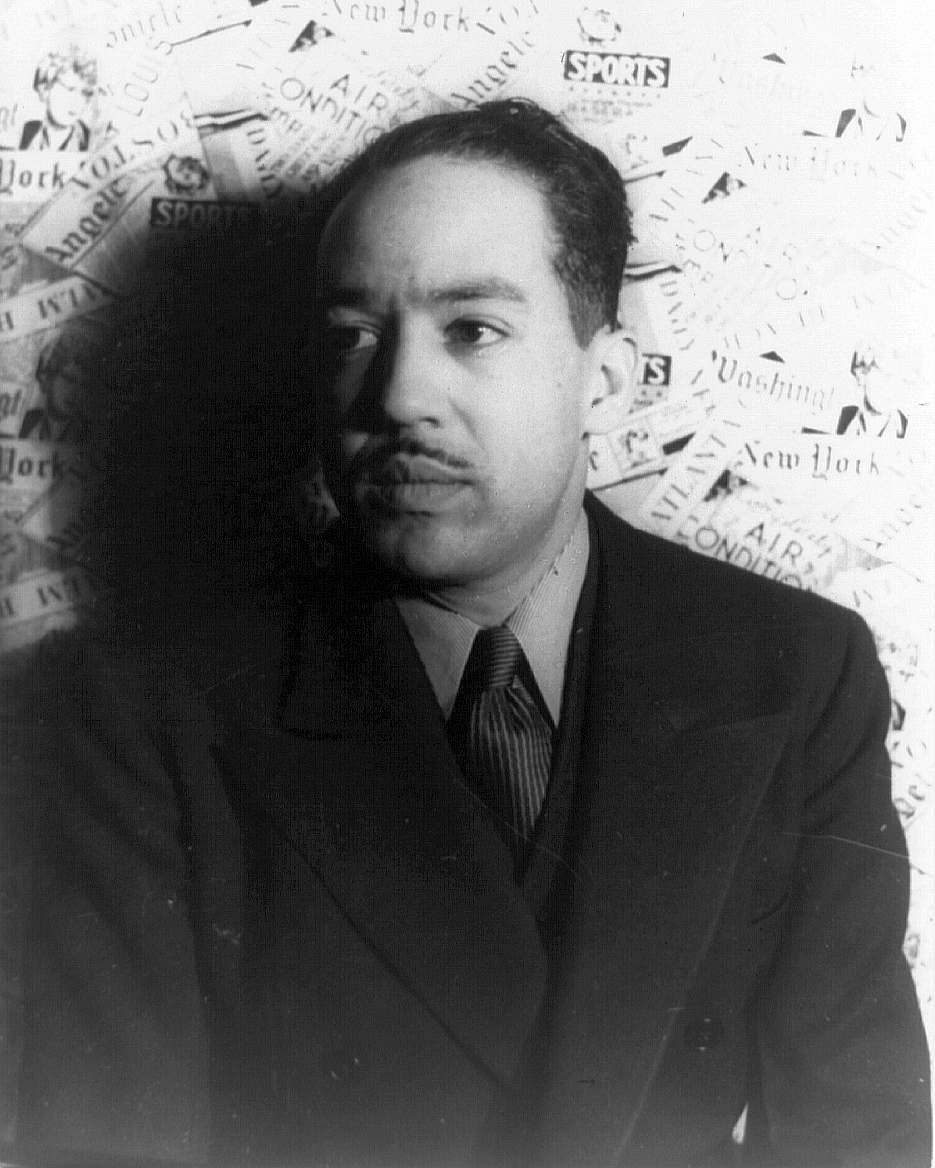
Langston Hughes

Im Unterschied zu Carl Van Vechten, der zu seinen afroamerikanischen Bekannten auch eine persönliche Freundschaft suchte, wahrte die alte Dame Distanz und ließ sich von den Künstlern, die sich in eine Abhängigkeit von ihr begaben, als „Godmother“ titulieren. Im November 1927 wurde sie die Patronin von Langston Hughes, einem Dichter der Harlem Renaissance. Die ethnographisch arbeitende Zora Neale Hurston wurde von ihr zwischen 1927 und 1931 finanziell ausgehalten, was so weit ging, dass Hurston im Gegenzug zu einer großzügigen Bezahlung und Ausstattung mit Auto und Filmkamera auf das Recht verzichten musste, selbständig die Ergebnisse ihres Sammelns zu veröffentlichen, da Mason der Überzeugung war, nur sie könne die Veröffentlichung beurteilen. Damit sorgte Mason allerdings auch dafür, dass Hurstons Folkloresammlung „From Mules and Men“ nicht vor der Veröffentlichung bereits zerfledderte. Das Arbeitsverhältnis wurde schließlich 1931 beendet, und Hurston verstärkte ihre literarische Arbeit. In seiner Autobiographie The Big Sea beschreibt Langston Hughes, dass er den Zustand der Patronage eine Zeit lang genossen habe, da er nicht mehr zu tun hatte, als Material zusammenzustellen, das Masons Vorgaben einer „primitiven schwarzen Kunst“ gerecht wurde. Mason erwartete ausschließlich „primitive“ afroamerikanische Kunst, die noch eine Verwurzelung mit Afrika aufweisen sollte, an einer eigenständigen Kunst der Schwarzen in den USA war sie nicht interessiert. Unter den Künstlern, die von ihrer Patronage profitierten, waren auch Claude McKay, Arthur Fauset, Hall Johnson, Aaron Douglas, Richmond Barthé und Miguel Covarrubias.
Die letzten dreizehn Jahre ihres Lebens war Mason ans Krankenbett im New York Hospital gefesselt und auf die Hilfe ihrer Schwester, der Bildhauerin Cornelia Van Auken Chapin (1893–1972) sowie ihrer Nichte, der Lyrikerin Katherine Garrison Chapin, angewiesen, die auch ihre Korrespondenz erledigten. Mason versuchte, eher im Hintergrund zu wirken. So hat sie schließlich verfügt, dass die New York Times ihr keinen Nachruf widmete.